# Krakatoa (filme)
Krakatoa é um filme em curta-metragem estadunidense de 1933 dirigido e escrito por Joe Rock, E. W. Hammons e Forrest Izard. Venceu o Oscar de melhor curta-metragem live action (inovação) na edição de 1934.